# Phillip Walker
Phillip Walker (Welsh (Louisiana), 11 februari 1937 – Palm Springs (Californië), 22 juli 2010) was een Amerikaans blueszanger en -gitarist van westcoastblues.
Phillip Walker leerde in zijn jeugd gitaarspelen, met als grote voorbeelden de gitaristen T-Bone Walker en Clarence 'Gatemouth' Brown. Op zijn 17e werd hij lid van de groep van zydecomuzikant Clifton Chenier, waarmee hij twee jaar toerde. Vanaf die tijd speelde hij op gezette tijden samen met Lonesome Sundown en Lonnie Brooks. Vervolgens speelde hij met de rhythm-and-blues-zanger Rosco Gordon uit Memphis en met de Texaanse gitarist Long John Hunter.
In 1959 verhuisde hij naar Californië en nam er een aantal singles op, zoals Hello My Darling. Hij werkte vervolgens samen met producent Bruce Bromberg en liedjesschrijver Dennis Walker. In de jaren zestig kwamen platen van de gitarist uit bij de labels Vault, Fantasy, Joliet en Playboy. Walker werkte ook voor Rounder Records, het label Hightone van Bromberg en het label Black Top Records uit New Orleans.
In de jaren negentig stond hij onder contract bij Alligator Records in Chicago. Zijn populairste nummer uit die periode, Lone Star Shootout, bracht hij in 1999 uit met de muzikanten Long John Hunter en Lonnie Brooks. Zijn laatste album verscheen in 2007 bij Delta Groove (Going Back Home). Walker overleed op 73-jarige leeftijd aan een hartinfarct.

## Discografie (selectie)
- The Bottom of the Top (Playboy/HighTone, 1973)
- Big Blues from Texas (1994)
- Working Girl Blues (Black Top, 1995)
- I Got a Sweet Tooth (1998)